# UDP-šećerna difosfataza
UDP-šećerna difosfataza (EC 3.6.1.45, nukleoziddifosfat-šećerna pirofosfataza, nukleoziddifosfat-šećerna difosfataza, UDP-šećerna hidrolaza, UDP-šećerna pirofosfataza) je enzim sa sistematskim imenom UDP-šećer šećerfosfohidrolaza. Ovaj enzim katalizuje sledeću hemijsku reakciju
UDP-šećer + H2O {\displaystyle \rightleftharpoons } UMP + alfa-D-aldoza 1-fosfat
Dvovalentni katjon je neophodan za dejstvo.

## Literatura
- Nicholas C. Price; Lewis Stevens (1999). Fundamentals of Enzymology: The Cell and Molecular Biology of Catalytic Proteins (Third изд.). USA: Oxford University Press. ISBN 019850229X.
- Eric J. Toone (2006). Advances in Enzymology and Related Areas of Molecular Biology, Protein Evolution (Volume 75 изд.). Wiley-Interscience. ISBN 0471205036.
- Branden C; Tooze J. Introduction to Protein Structure. New York, NY: Garland Publishing. ISBN 0-8153-2305-0.
- Irwin H. Segel. Enzyme Kinetics: Behavior and Analysis of Rapid Equilibrium and Steady-State Enzyme Systems (Book 44 изд.). Wiley Classics Library. ISBN 0471303097.

## Spoljašnje veze
- UDP-sugar+diphosphatase на 